# Polyteloptera apotropa
Polyteloptera apotropa är en tvåvingeart som beskrevs av Friedrich Georg Hendel 1909. Polyteloptera apotropa ingår i släktet Polyteloptera och familjen fläckflugor. Inga underarter finns listade i Catalogue of Life.